# Grafendorf (Gemeinde Friesach)
Grafendorf ist eine Ortschaft in der Gemeinde Friesach im Bezirk Sankt Veit an der Glan in Kärnten (Österreich). Die Ortschaft hat 244 Einwohner (Stand 1. Jänner 2024). Sie liegt auf dem Gebiet der Katastralgemeinde Friesach.

## Lage
Die Ortschaft liegt am Friesacher Feld, südöstlich knapp außerhalb des Gemeindehauptorts Friesach, hart an der Südostgrenze der Katastralgemeinde Friesach.
Teils besteht keine deutlich wahrnehmbare Abgrenzung zu den Nachbarortschaften mehr: Durch die Zersiedelung im 20. Jahrhundert hat sich Grafendorf nach Norden ausgedehnt und ist lose mit der Ortschaft Olsa zusammengewachsen. Nahe beim Reidenwirt, am Nordostrand der Ortschaft, wurden Häuser auf dem angrenzenden Gebiet der Katastralgemeinde Zeltschach errichtet, die nicht zur Ortschaft Grafendorf, sondern zu Schwall gehören. Und selbst die heute bestehende geschlossene Bebauung rund um die Pfarrkirche Grafendorf gehört nur teilweise zur Ortschaft Grafendorf; die Gassen südlich der Kirche liegen bereits auf dem Gebiet der Nachbargemeinde Micheldorf und gelten als Teil deren Ortschaft Gulitzen.
In der Ortschaft Grafendorf werden folgende Hofnamen geführt: Bachkkeusche/Schlakenkeusche (Lindenstraße 2), Thurnkeusche (Lindenstraße 8), Rohrbachhof (Lindenstraße 9), Gschwindenhof (Jakobusweg 6), Wohleserkeusche (Hemmaweg 3), Reidenwirt (Lindenstraße 16).

## Geschichte
Der Ort wird 1131 als Gnesindorf erwähnt; dieser slowenisch-deutsche Mischname entspricht dem deutschen Grafendorf, das als Name erst im 15. Jahrhundert nachweisbar ist. 1248 wurde die Pfarrkirche Grafendorf erwähnt, 1338 deren Filialkirche St. Mauritzen.
Auf dem Gebiet der Steuergemeinde Friesach liegend, gehörte Grafendorf in der ersten Hälfte des 19. Jahrhunderts zum Steuerbezirk Friesach. Bei Gründung der Ortsgemeinden Mitte des 19. Jahrhunderts kam Grafendorf an die Gemeinde Friesach.

## Bevölkerungsentwicklung
Für die Ortschaft ermittelte man folgende Einwohnerzahlen:
- 1869: 16 Häuser, 69 Einwohner[3]
- 1880: 16 Häuser, 98 Einwohner[4]
- 1890: 15 Häuser, 117 Einwohner[5]
- 1900: 14 Häuser, 126 Einwohner[6]
- 1910: 14 Häuser, 100 Einwohner[7]
- 1923: 14 Häuser, 103 Einwohner[8]
- 1934: 106 Einwohner[9]
- 1961: 39 Häuser, 200 Einwohner[10]
- 2001: 65 Gebäude (davon 59 mit Hauptwohnsitz) mit 79 Wohnungen; 212 Einwohner und 10 Nebenwohnsitzfälle; 72 Haushalte; 5 Arbeitsstätten, 13 land- und forstwirtschaftliche Betriebe[11]
- 2011: 85 Gebäude, 231 Einwohner, 90 Haushalte, 4 Arbeitsstätten[12]
- 2021: 92 Gebäude, 248 Einwohner, 97 Haushalte, 15 Arbeitsstätten[13]

## Ortschaftsbestandteile
Als das Dorf Grafendorf noch nicht mit umliegenden Siedlungen auf dem Bereich der Katastralgemeinde Friesach zusammengewachsen war, führte man, neben dem Dorf Grafendorf im engeren Sinn, die folgenden drei Siedlungen als Ortschaftsbestandteile von Grafendorf:

### Haberland
Als Grafendorfer Ortschaftsbestandteil Haberland bezeichnete man den Bereich etwa ½ km südwestlich der Grafendorfer Pfarrkirche, wo heute die Abfahrt von der Friesacher Straße in die Metnitztal Landesstraße einmündet bzw. der Wanderweg von der Landesstraße hinauf nach Schödendorf abzweigt.
1910 umfasste Haberland 1 Haus mit 3 Einwohnern, 1923 1 unbewohntes Haus.

### Mauritzen
Als Grafendorfer Ortschaftsbestandteil Mauritzen bezeichnete man ein heute abgekommenes Gebäude neben der Filialkirche St. Mauritzen, gut 600 m östlich der Grafendorfer Pfarrkirche.
1910 umfasste Mauritzen 1 Haus mit 3 Einwohnern.

### Winklern
Als Grafendorfer Ortschaftsbestandteil Winklern bezeichnete man den Reidenwirt samt Nachbarhof, 1 km nordöstlich der Grafendorfer Pfarrkirche.
1910 umfasste Winklern 2 Häuser mit 22 Einwohnern, 1923 2 Häuser mit 20 Einwohnern.